# Mike Hookem
Mike Hookem (ur. 9 października 1953 w Kingston upon Hull) – brytyjski polityk, poseł do Parlamentu Europejskiego VIII kadencji.

## Życiorys
Naukę porzucił w wieku 15 lat, dwa lata później wstąpił do Royal Air Force. Później pracował w zawodzie cieśli i stolarza, kształcił się w organizacji szkoleniowej City & Guilds. Powrócił do wojska, przez dziewięć lat służąc w oddziale saperów. Zajął się następnie prowadzeniem własnej działalności gospodarczej. W 2007 dołączył do Partii Niepodległości Zjednoczonego Królestwa, został jej regionalnym przewodniczącym w okręgu Yorkshire & North Lincolnshire, a także kandydował z jej ramienia bez powodzenia w 2010 do Izby Gmin.
W wyborach europejskich w 2014 Mike Hookem z ramienia UKIP uzyskał mandat eurodeputowanego VIII kadencji.